# Populus glauca
Populus glauca är en videväxtart som beskrevs av Henry Haselfoot Haines. Populus glauca ingår i släktet popplar, och familjen videväxter. Inga underarter finns listade i Catalogue of Life.